# Richard Talbot, 2. Baron Talbot
Richard Talbot, 2. Baron Talbot (* um 1306; † zwischen 23. und 26. Oktober 1356) war ein englischer Adliger, Richter und Militär.

## Herkunft und Jugend
Richard Talbot war der älteste Sohn von Gilbert Talbot, der Name seiner Mutter ist unbekannt. Sein Vater war ein Ritter mit Grundbesitz in Herefordshire und Gloucestershire. Im Gefolge ihres Vaters unterstützten Richard und sein jüngerer Bruder Gilbert ab 1321 im Despenser War die Rebellen, die gegen den königlichen Günstling Hugh le Despenser vorgingen. Ab Herbst 1321 ging König Eduard II. militärisch gegen die Rebellen vor. Angeblich auf Anweisung von Bischof Adam Orleton von Hereford schlossen sich die Talbots Anfang 1322 den Truppen des ebenfalls rebellierenden Earl of Lancaster an. Die Rebellen wurden aber am 16. März 1322 in der Schlacht bei Boroughbridge besiegt, Richard Talbot und sein Vater gerieten in Gefangenschaft. Sein Vater konnte nach der Zahlung einer Strafe jedoch rasch die Gunst des Königs zurückgewinnen und erhielt seine Besitzungen zurück. Richard kämpfte dann zusammen mit seinem Vater während des Kriegs von Saint-Sardos von 1324 bis 1325 in der südwestfranzösischen Gascogne. Danach gehörte sein Vater zum Gefolge des Thronfolgers Eduard.

## Aufstieg unter EduardIII.
Nachdem Ende 1326 die Herrschaft von Eduard II. gestürzt worden war, wurde der junge Thronfolger Anfang 1327 als Eduard III. zum neuen König gekrönt. Richards Vater stand als Höfling und Ratgeber hoch in der Gunst des neuen Königs. Auch der junge Richard gehörte als Ritter dem königlichen Haushalt an. Zwischen September 1326 und Februar 1327 durfte Richard Talbot Elizabeth Comyn heiraten, die als Schwester von John IV. Comyn und als Nichte von Aymer de Valence, 2. Earl of Pembroke Ansprüche auf deren Erbe hatte. Elizabeth hatte während der Herrschaft von Eduard II. ihr Erbe unter Zwang den Despensers überlassen müssen, doch Talbot konnte nun die Ansprüche seiner Frau durchsetzen, so dass sie ihre Besitzungen zurückerhielt. 1330 wurde Richard Talbot wie sein Vater zu königlichen Ratsversammlungen berufen. Von 1331 bis 1332 diente er als einer der Verwalter von Irland. Im Januar 1332 wurde er wie sein Vater in das Parlament berufen. Ab dem 21. März 1332 war er für die Einhaltung des Friedens in Gloucestershire verantwortlich.

## Ansprüche auf das Comyn-Erbe in Schottland

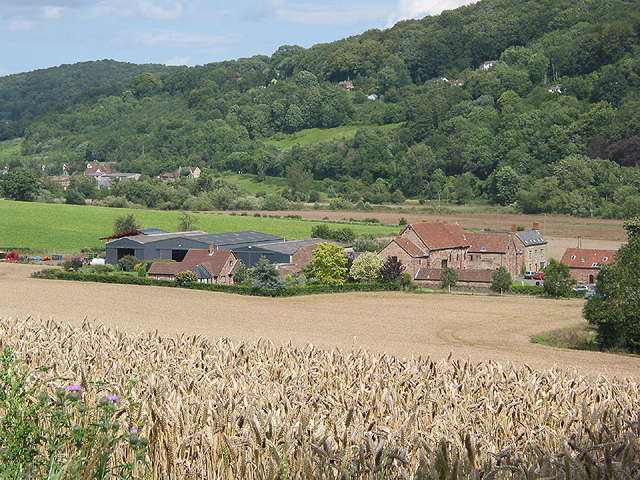
Die Gebäude der von Talbot gegründeten Flanesford Priory wurden im 17. Jahrhundert in eine Farm umgewandelt

Durch seine Frau hatte Talbot nicht nur Besitzungen in England, sondern auch Ansprüche auf die Besitzungen der Familie Comyn in Schottland geerbt. Diese Besitzungen waren aber von König Robert Bruce beschlagnahmt worden, nachdem die Comyns im Ersten Schottischen Unabhängigkeitskrieg die Engländer unterstützt hatten. Talbot zählte sich deshalb zu den sogenannten Enterbten, die den Anspruch von Edward Balliol auf den schottischen Thron unterstützten. Seine Ansprüche wurden aber zunächst nicht von der englischen Krone unterstützt. Im Juli 1332 gehörte er zu der Armee der Enterbten, die unter Führung von Balliol in Schottland einfiel und die die Schotten am 12. August in der Schlacht von Dupplin Moor schlug. Zum Dank für seine Unterstützung erhob Balliol Talbot zum Lord of Mar und berief ihn in das Parlament, das am 10. Februar 1334 stattfand. Talbot gehörte regelmäßig zum Gefolge von Balliol, dessen Herrschaft jedoch ungesichert war. Talbot erkannte, dass im Sommer 1334 ein größerer schottischer Aufstand gegen Balliols Herrschaft bevorstand, und versuchte nach England zu flüchten. Am 8. September wurde er jedoch zusammen mit den sechs Rittern seines Gefolges bei Linlithgow von Schotten unter William Keith und Godfrey Ross gefangen genommen. Er wurde nach Dumbarton Castle gebracht und erst 1335 gegen ein Lösegeld von etwa 2000 Mark freigelassen. Talbot gab jedoch seine Ansprüche auf das schottische Erbe nicht auf. Im Dezember 1337 ernannte ihn Eduard III. zum Kommandanten der Grenzstadt Berwick und zum Justiciar der schottischen Gebiete, die noch von England kontrolliert wurden. Diese Ämter behielt er bis April 1340.

## Rolle im Krieg mit Frankreich
Inzwischen hatte sich jedoch der König dem Konflikt mit Frankreich zugewandt. Bereits im März 1339 wurde Talbot zum Kommandanten von Southampton ernannt, und nach dem Chronisten Froissart nahm er im selben Jahr an den Kämpfen in Nordostfrankreich teil. Dort gehörte er der englischen Armee an, die vergeblich Tournai belagerte. 1342 nahm er unter dem Kommando des Earl of Northampton als Kapitän der englischen Armee an der Schlacht von Morlaix in der Bretagne teil. Im Sommer 1346 nahm er an dem Feldzug des Königs nach Nordfrankreich teil. Während des Feldzugs wurde er verwundet, dennoch gehörte er zum Gefolge des Königs in der Schlacht von Crécy und während der Belagerung von Calais.

## Dienst als Höfling und Richter in England
Talbot diente jedoch nicht nur als Militär, sondern übernahm in den 1340er Jahren verschiedene Ämter in England und in Wales. Er war 1336 wieder zum Bewahrer des Friedens für Gloucestershire ernannt worden, wurde im Februar 1341 zum Richter für Shropshire und Staffordshire ernannt und diente 1344 als Justiciar of South Wales. Auch in Gloucestershire, Worcestershire und Herefordshire diente er zeitweise als Richter, ebenso von 1344 bis 1345 in Oxfordshire. Zum Dank für seine Dienste ernannte der König ihn im Mai 1345 zum Steward of the Household. In diesem Amt musste er 1346 Beschuldigungen gegen mehrere Lieferanten des Königs nachgehen. Nach dem Tod seines Vaters Anfang 1346 hatte er dazu dessen Besitzungen und den Titel Baron Talbot geerbt. Als Steward nahm er 1348 an einer großen Ratsversammlung teil, doch 1349 wurde er als Steward abgelöst. In den 1350er Jahren diente er weiterhin als Richter und als Bewahrer des Friedens, so 1348 und 1353 in Worcestershire und in Oxfordshire und 1351 in Gloucestershire und Herefordshire. 1349 gehörte er einem Ausschuss an, der den Wollschmuggel nach Flandern unterbinden sollte. Der König belohnte seine treuen Dienste mit zahlreichen Gunstbeweisen, Minderjährigkeitsverwaltungen, Geldzuwendungen und Erlass von Schulden gegenüber der Krone. Zwischen 1348 und 1351 durfte Talbot während der Minderjährigkeit des Earl of Pembroke dessen Erbe in Pembrokeshire verwalten. Allerdings musste er auf Blaenllyfni und Bwlchydinas Castle in Wales verzichten, die sein Vater für die Krone verwaltet hatte und die Talbot nun vergeblich als erbliches Lehen beanspruchte.

## Nachkommen und Erbe
Aus seiner Ehe mit Elizabeth Comyn hatte Talbot einen Sohn, der sein Erbe wurde:
- Gilbert Talbot (um 1332–1387)

1343 hatte Talbot die päpstliche Erlaubnis erhalten, in Flanesford in Herefordshire ein Augustinerpriorat zu gründen, wo er auch begraben wurde. Nach seinem Tod heiratete seine Witwe in zweiter Ehe Sir John Bromwych.